# Eskadra rzeczna Missisipi
Eskadra rzeczna Missisipi (ang. Mississippi River Squadron) – eskadra rzeczna Unii, podczas wojny secesyjnej, prowadząca operacje wojskowe podczas tzw. kampanii na Missisipi oraz będąca częścią Armii Unii, następnie Marynarki Wojennej Unii. Wcześniej znana jako Western Gunboat Flotilla (Zachodnia Flotylla Kanonierek) oraz Mississippi Flotilla (Flotylla Missisipi).

## Historia
16 maja 1861 roku komandor John Rodgers dostał zadanie utworzenia eskadry jako flotylli rzecznej. Nakazał on zakup trzech drewnianych parowców:  Tyler, Lexington oraz Conestoga. Wzięły one udział w bitwie pod Belmont. Gdy do eskadry dołączyły kanonierki pancerne  wzięła ona udział m.in. w bitwie o Fort Henry i bitwie o Fort Donelson, a wraz z Amerykańską Flotą Taranowców (United States Ram Fleet), w Bitwie pod Memphis. 1 października 1862 flotylla została przeniesiona w skład Marynarki Wojennej Unii, jako Eskadra Missisipi. Kolejno eskadra wzięła udział w Bitwie o Fort Hindman i w zwycięskiej batalii stoczonej w pod Vicksburgiem.
| Dowódca eskadry                         | Od                   | Do                   | Główne bitwy                                                                     |
| --------------------------------------- | -------------------- | -------------------- | -------------------------------------------------------------------------------- |
| Komandor porucznik John Rodgers         | 16 maja 1861         | 30 sierpnia 1861     | budowa eskadry                                                                   |
| Komodor (Flag Officer) Andrew H. Foote  | 30 sierpnia 1861     | 9 maja 1862          | Bitwa pod Belmont, Bitwa o Fort Henry, Bitwa o Fort Donelson, Bitwa o New Madrid |
| Komodor (Flag Officer) Charles H. Davis | 9 maja 1862          | 15 października 1862 | Bitwa pod Plum Point Bend, Bitwa pod Memphis, Bitwa o Chickasaw Bayou            |
| Kontradmirał David D. Porter            | 15 października 1862 | lipiec 1864          | Bitwa o Fort Hindman, Oblężenie Vicksburga, Kampania na Red River                |
| Kapitan Alexander M. Pennock            | lipiec 1864          | 1 listopada 1864     | tymczasowo                                                                       |
| Kontradmirał Samuel P. Lee              | 1 listopada 1864     | 14 sierpnia 1865     |                                                                                  |

## Wyposażenie eskadry
- Kanonierki rzeczne pancerne:
  - USS Carondelet
  - USS Cincinnati (1861)
  - USS Essex (1856)
  - USS Baron de Kalb (początkowo St Louis)
  - USS Louisville
  - USS Mound City
  - USS Pittsburgh
  - USS Essex (początkowo New Era)
  - USS Benton
  - i inne
- Kanonierki rzeczne drewniane:
  - USS Conestoga (1861)
  - USS Lexington (1861)
  - USS Tyler (1857)